# Something from Nothing
A Something from Nothing a Foo Fighters 2014-ben megjelent kislemeze. Ez az első, és egyben a nyitó kislemez is a zenekar 2014-es Sonic Highways albumáról. A dalt Steve Albini stúdiójában, az "Electrical Audio" stúdióban rögzítették. A dal hangzásvilágára hatással volt Chicago zenei élete és múltja.

## Videóklip
A videóklipet először a Foo Fighters: Sonic Highways televíziós sorozat első epizódjának, a "Chicago" epizód végén, majd 2014. október 20-án a YouTube-on tették közzé. Ebben a Foo Fighters mellett Rick Nielsen is játszik az Electrical Audio stúdióban. A dalszöveg a háttérben jelenik meg.

## Borítókép

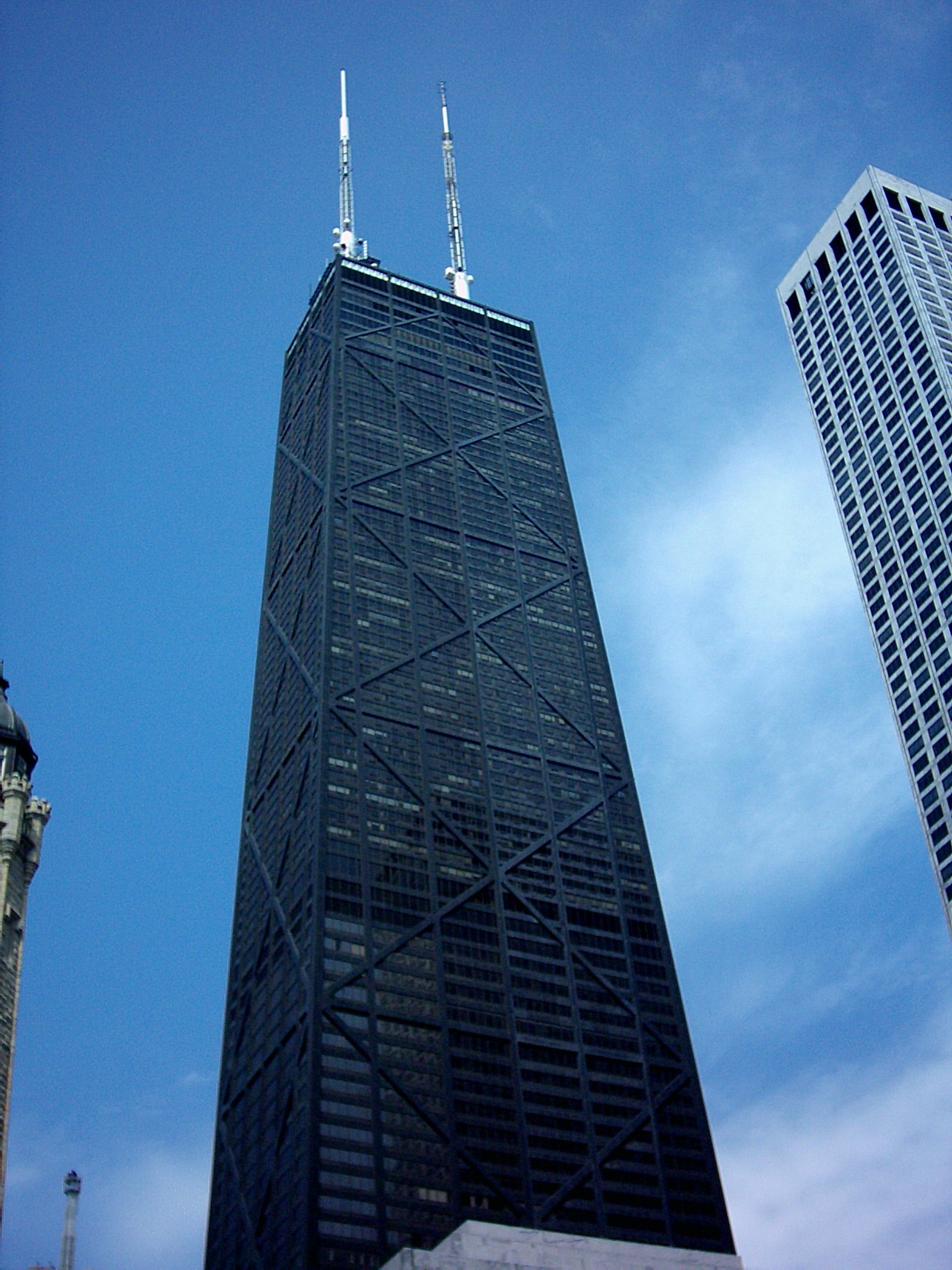
A John Hancock Center

A kislemez borítóképén a Chicago-i John Hancock Center látható.

## Helyezések

### Kislemez-listák
| Lista (2014)                                  | Helyezés |
| --------------------------------------------- | -------- |
| Ausztrália (ARIA)                             | 53       |
| Ausztria (Ö3 Austria Top 40)                  | 75       |
| Belgium (Ultratop 50 Flanders)                | 42       |
| Belgium (Ultratip Wallonia)                   | 19       |
| Egyesült Királyság (UK Singles Chart)         | 73       |
| Egyesült Királyság (UK Rock Chart)            | 1        |
| Hollandia (Single Top 100)                    | 57       |
| Japán (Billboard Japan Hot 100)               | 63       |
| Kanada (Canadian Hot 100)                     | 63       |
| Kanada Rock (Billboard)                       | 1        |
| Németország (Media Control Charts)            | 100      |
| Portugal Digital Songs (Billboard)            | 45       |
| US Adult Alternative Songs (Billboard)        | 28       |
| US Alternative Songs (Billboard)              | 1        |
| US Bubbling Under Hot 100 Singles (Billboard) | 1        |
| US Hot Rock Songs (Billboard)                 | 8        |
| US Mainstream Rock (Billboard)                | 1        |
| US Rock Airplay (Billboard)                   | 1        |
| US Twitter Top Tracks (Billboard)             | 7        |
| Új-Zéland (Recorded Music NZ)                 | 32       |

### Évvégi listák
| Lista (2014)                 | Helyezés |
| ---------------------------- | -------- |
| USA Billboard Hot Rock Songs | 95       |
| USA Billboard Rock Airplay   | 38       |